# Strada Octavian Goga din Chișinău
Strada Octavian Goga (între anii 1834-1924 – str. Irinopolskaia; în 1924-1939 – str.  Sf. Vineri; 1939-1944 – str. Octavian Goga; 1944-1991 – str. Irinopolskaia) este o stradă din centrul istoric al Chișinăului. 
De-a lungul străzii sunt amplasate o serie de monumente de arhitectură și istorie (vila urbană, nr. 7, casa de prăvălie, nr. 13, casele clerului administrării moșiilor mănăstirești „Închinate Sf. Munte Athos”, atelierul de confecționat mobilă cu locuința proprietarului Golberg, casa individuală, nr. 26, casa de raport, nr. 33 etc.) precum și edificii preponderent rezidențiale. Fondul construit al străzii, și anumele adresele nr. 2, 4, 7, 8, 13, 14, 18, 20, 21, 24, 26, 33, sunt un monument arhitectural și de artă de importanță națională.
Strada începe de la intersecția cu str. Cojocarilor, intersectând alte 5 artere și încheindu-se la intersecția cu str. Constantin Tănase.

## Legături externe
- Strada Octavian Goga din Chișinău la wikimapia.org